# أهيلن بيدل
أهيلن بيدل (بالإنجليزية: Ahillen Beadle)‏ لاعب كريكت أسترالي الجنسية بحريني المولد يلعب حاليا لصالح نادي سيدني ثوندر. لعب لأول مرة في موسم 2014-15 وكان عضوا في فريق سيدني ثوندر الفائز ببطولة الدوري على الرغم من أنه لم يلعب أي مباراة خلال هذا الموسم. كما أنه مثل منتخب أستراليا على مستوى تحت 19 سنة في لعبة الكريكيت.
لدى بيدل كلية واحدة بسبب إصابة لحقت به عندما كان يلعب الكريكت. هذا كلفه سنوات من حياته المهنية.

## روابط خارجية
- أهيلن بيدل على موقع إي آس بي آن كريك إنفو (الإنجليزية)